# 1876 a jogalkotásban
1876-ban az alábbi jogszabályokat alkották meg:

## Magyarország

### Törvények
- 1876. évi I. törvénycikk Az 1873. évi XXXIII. és 1874. évi XIV. törvénycikkek alapján kibocsátott kincstári utalványok egy részének visszaváltásáról
- 1876. évi II. törvénycikk A méter-mérték ügyében 1875. évi május hó 20-án Párisban kötött nemzetközi egyezmény beczikkelyezéséről
- 1876. évi III. törvénycikk Deák Ferencz emlékének törvénybe igtatásáról
- 1876. évi IV. törvénycikk A dohányjövedékről szóló 1868. évi XIV. törvénycikk és az érvényben levő dohányjövedéki szabályok némely intézkedéseinek módositásáról
- 1876. évi V. törvénycikk A községek rendezéséről szóló 1871. évi XVIII. tc. módositásáról és kiegészitéséről
- 1876. évi VI. törvénycikk A közigazgatási bizottságról
- 1876. évi VII. törvénycikk Az 1870:XLII. és 1872. évi XXXVI. törvénycikkekben szabályozott fegyelmi eljárás módositásáról és kiegészitéséről
- 1876. évi VIII. törvénycikk Az ország némely részeiben megzavart közbiztosság helyreállitása végett az 1869., 1870., 1871. és 1872. években tett rendkivüli intézkedések folytán utólag felmerült költségekre szükséges póthitelről
- 1876. évi IX. törvénycikk A nagyszombat-szeredi lóvonatu vasutnak gőzmozdonyuvá leendő átalakitásáról
- 1876. évi X. törvénycikk Az 1870:XXXII. törvénycikkel engedélyezett bánréve-nádasdi vasut engedélyokmánya némely határozmányainak módositásáról, illetőleg kiegészitéséről
- 1876. évi XI. törvénycikk Az állami biztositást tényleg igénybe vevő vasuttársulatok részéről az 1875. évi XLI. tc. 2. §-a alapján kibocsátandó elsőbbségi kötvényeknek az állam által leendő átvételéről
- 1876. évi XII. törvénycikk A Királyföldről (fundus regiusról), továbbá a szász egyetem (universitas) rendezéséről és az egyetemnek, valamint az ugynevezett hét biráknak vagyonáról
- 1876. évi XIII. törvénycikk A cseléd és gazda közötti viszony szabályozásáról, a gazdasági munkásokról és a napszámosokról
- 1876. évi XIV. törvénycikk A közegészségügy rendezéséről
- 1876. évi XV. törvénycikk A közadók kezeléséről
- 1876. évi XVI. törvénycikk A végrendeletek, öröklési szerződések és halálesetre szóló ajándékozások alaki kellékeiről
- 1876. évi XVII. törvénycikk A svájczi szövetséggel 1875. évi deczember 7-én a letelepedések iránt kötött államszerződés beczikkelyezéséről
- 1876. évi XVIII. törvénycikk Az országgyűlési képviselők választásáról szóló 1874:XXXIII. tc. némely intézkedéseinek módositásáról
- 1876. évi XIX. törvénycikk Az osztrák-magyar monarchia és a romániai fejedelemség között 1875 junius 22-én kötött kereskedelmi szerződésről
- 1876. évi XX. törvénycikk Némely városi törvényhatóságok megszüntetéséről
- 1876. évi XXI. törvénycikk Azon eltérésekről, melyekkel az 1875. évi XXXVII. tc. a magyar földhitelintézetre alkalmazandó
- 1876. évi XXII. törvénycikk Az 1873. és 1875. évi közösügyi költségek fedezésére megkivántató póthitelekről
- 1876. évi XXIII. törvénycikk Az 1875:XXXIII. törvénycikk A) VI. fejezet 9. cziménél, továbbá XIX. és B) VII. fejezetei némely czimei és rovatainál tett tulkiadások elszámolhatásáról
- 1876. évi XXIV. törvénycikk Horvát-Szlavonországokban az 1867. év végén fenmaradt egyenes adóhátralékokra befolyt összegből ugyanazon országokat megillető százaléknak kifizetésére megkivántató póthitelről
- 1876. évi XXV. törvénycikk Az egyenes adóhátralékok egyénenkinti leszámolásának befejezésére szükséges költségek fedezésére megkivántató 150,000 frtnyi póthitelről
- 1876. évi XXVI. törvénycikk Az 1874. évi XXXIII. törvénycikk alapján 1875. évben végbement általános országgyűlési képviselő-választások alkalmával felmerült költségekre szükséges póthitelről és az 1872. évben végbement általános választások alkalmából fenmaradt némely költségek fedezéséről
- 1876. évi XXVII. törvénycikk A váltó-törvényről
- 1876. évi XXVIII. törvénycikk A népiskolai hatóságokról
- 1876. évi XXIX. törvénycikk A phylloxera rovar terjedésének meggátlásáról
- 1876. évi XXX. törvénycikk A nemzetközi métermérték-hivatal felállitására és fentartására 1876. évre szükséges póthitelről
- 1876. évi XXXI. törvénycikk A fizetések, nyugdijak és egyéb illetményekre vezetendő végrehajtás korlátozásáról
- 1876. évi XXXII. törvénycikk Az osztrák-magyar monarchia és a hawaii szigetek királysága közt kötött s Londonban 1875. évi junius 18-án aláirt barátsági, kereskedelmi és hajózási szerződésről
- 1876. évi XXXIII. törvénycikk Némely törvényhatóság területének szabályozásáról és az ezzel kapcsolatos intézkedésekről
- 1876. évi XXXIV. törvénycikk A Brassó-Tömös határszéli vasut kiépitésére szükséges hitelről
- 1876. évi XXXV. törvénycikk A temesvár-orsovai vasut engedélyokmányának részbeni módositásáról
- 1876. évi XXXVI. törvénycikk A záloglevelek biztositásáról
- 1876. évi XXXVII. törvénycikk Az osztrák-magyar monarchia és Liechtenstein herczegség közt a vám- és adószövetségnek egy évre való meghosszabbitása tárgyában 1875 deczember 12-én kötött szerződés beczikkelyezéséről
- 1876. évi XXXVIII. törvénycikk A megyék 1877. évi közigazgatási, árva- és gyámhatósági kiadásainak fedezéséről
- 1876. évi XXXIX. törvénycikk Az 1874. évi XXXIII. törvénycikk pótlásáról
- 1876. évi XL. törvénycikk Az 1868. évi XL. és 1873. évi XXXIII. törvénycikkek értelmében az 1877. évben kiállitandó ujoncz- és póttartaléki jutalékok megajánlása tárgyában
- 1876. évi XLI. törvénycikk A nagyszebeni királyi Teréz-árvaházat, és a károlyfehérvári káptalant illető királyi alapitványi jutalékok fejében kért póthitel tárgyában
- 1876. évi XLII. törvénycikk Az 1876. évi közösügyi költségekre pótlólag még szükséges 225,446 forint 41 és fél kr., s az 1874. évi közös zárszámadásra alapitott leszámolás szerint Magyarország terhére mutatkozó 524,370 forint 63 kr. tartozás fedezéséről
- 1876. évi XLIII. törvénycikk Az 1876. évi rendkivüli árviz folytán adott kölcsönök fedezésére megkivántató póthitelről
- 1876. évi XLIV. törvénycikk A vadászatról szóló 1872. évi VI. törvénycikk, és a vadászatnak és vadászatra használható fegyvereknek megadóztatásáról szóló 1875. évi XXI. törvénycikk módositása és kiegészitéséről
- 1876. évi XLV. törvénycikk A közmunka- és közlekedési ministeri tárcza részére 1873., 1874., és 1875-re engedélyezett, de ezen években fel nem használt némely hiteleknek 1875. és 1876-ban való felhasználása iránt
- 1876. évi XLVI. törvénycikk Az 1877. évi államköltségvetésről
- 1876. évi XLVII. törvénycikk A Francziaországgal 1866. deczember 11-én kötött vám- és kereskedelmi szerződés hatályának meghosszabbitásáról szóló, és az 1876. nov. 30-án Bécsben aláirt nyilatkozat beczikkelyezéséről
- 1876. évi XLVIII. törvénycikk A liechtensteini fejedelemséggel 1876. évi deczember 3-án kötött adó- és vámegyesülési szerződés beczikkelyezéséről
- 1876. évi XLIX. törvénycikk A Nagybritanniával 1876. évi deczember 5-én kötött kereskedelmi szerződés beczikkelyezéséről
- 1876. évi L. törvénycikk A magyar keleti vasut megvételéről
- 1876. évi LI. törvénycikk A Királyhágón túl katonai kórházakul bérelt épületek után 1876. évre járó bértöbblet fedezésére szükséges póthitelről, és az 1877. évre fizetendő bértöbblet fedezéséről